# Jesús Núñez Fernández
Jesús Núñez Fernández (Betanzos, 6 de noviembre de 1927-6 de octubre de 2023) fue un pintor, escultor y grabador español.

## Biografía

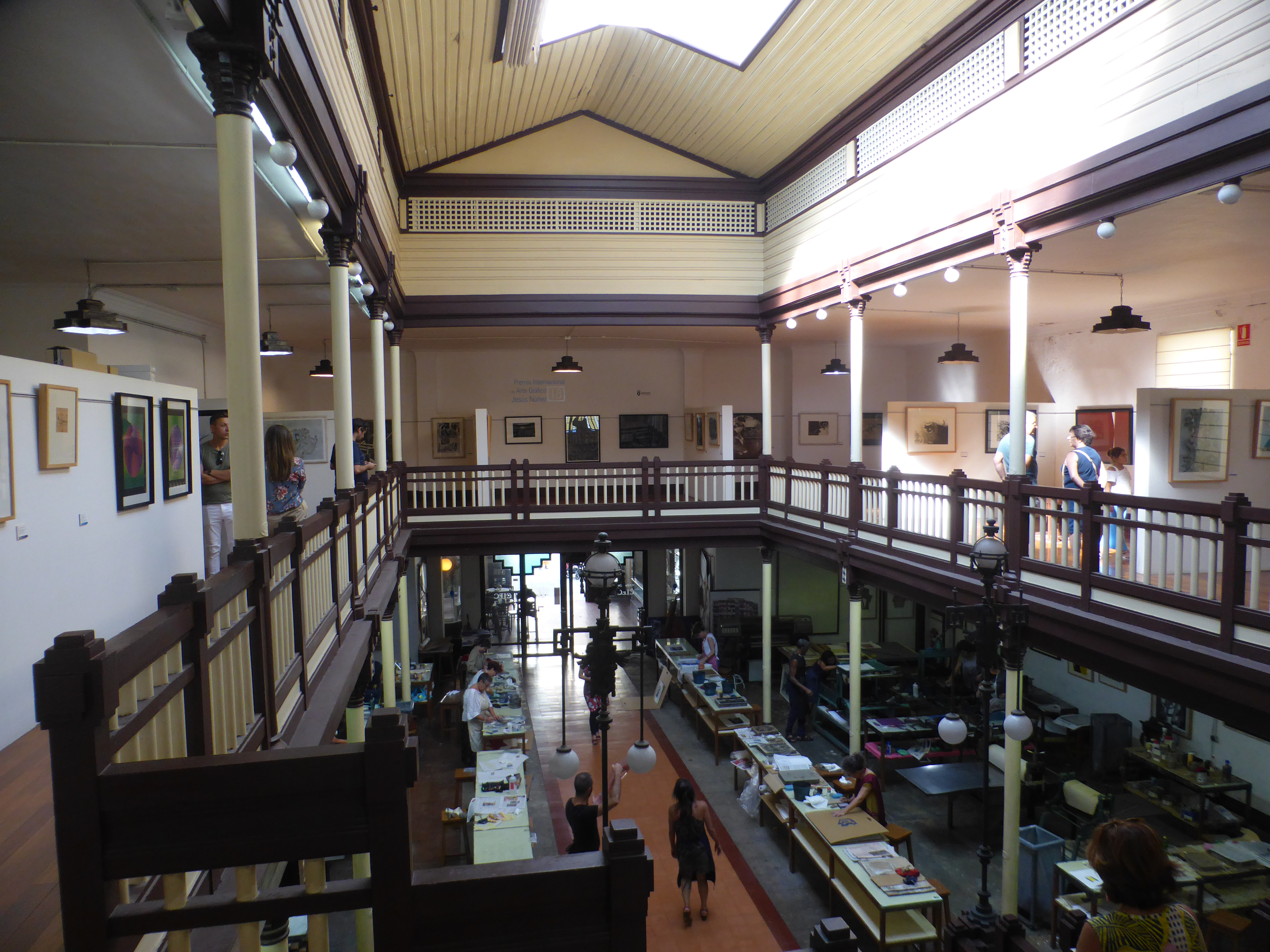
Taller y sala de exposiciones del CIEC, en Betanzos.

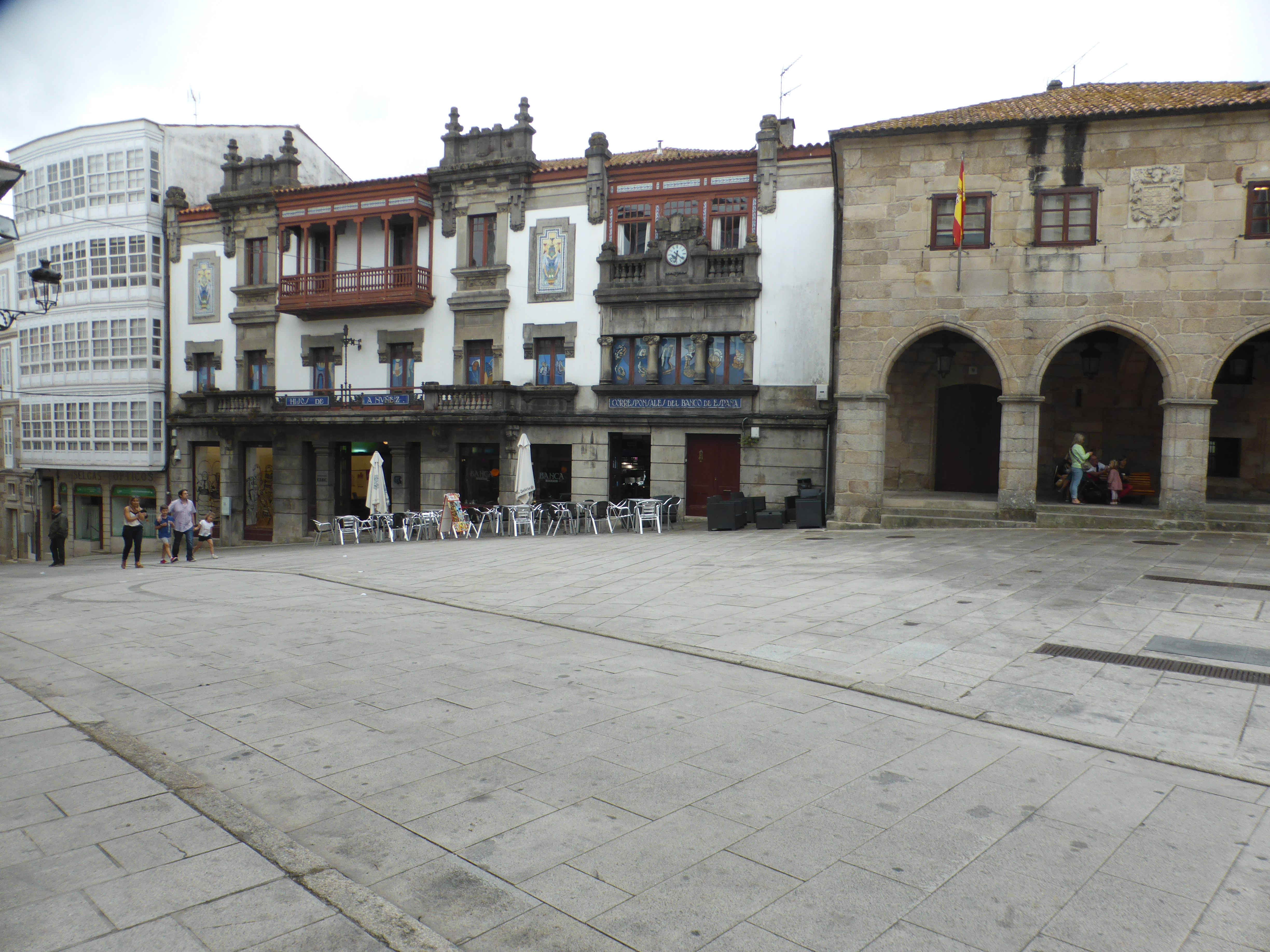
Casa Núñez.

Nacido en el seno de una familia de empresarios brigantinos, Jesús Núñez estudió grabado en la Escuela de Bellas Artes de San Fernando y en la Escuela Nacional de Artes Gráficas, en Madrid, ampliando seguidamente sus estudios en Berlín y París. En 1954 celebra su primera exposición individual, en La Coruña, preludio de una larga lista de exposiciones que culminaría en su participación, en 1962 en las bienales de Venecia y Tokio.
Obtuvo su mayor galardón como grabador en 1963, cuando recibió el gran premio de grabado en el II Certamen Nacional de Artes Plásticas, celebrado en Madrid. Entre sus distinciones también se encuentran el segundo premio internacional de diseño textil en la bienal de Artes Aplicadas de Punta del Este (1967), o el primer premio de arte en estampación de la Exposición Nacional de Arte Contemporáneo de Madrid (1970).
Su obra abarca prácticamente todas las técnicas del grabado, así como la pintura, la escultura, el diseño textil y de joyas, e incluso el diseño de mobiliario, encontrándose representado en los principales museos nacionales de arte contemporáneo.
No obstante, la mayor obra de Jesús Núñez es, probablemente, la creación e impulso del Centro Internacional de la Estampa Contemporánea en su localidad natal. Lo que comenzó, en 1985, como un curso de verano de grabado en el marco de la Universidad Internacional Menéndez Pelayo, se convirtió en 1997 en una importante fundación dedicada a la enseñanza y divulgación de las técnicas artísticas que conforman este complejo mundo, y que recibe a artistas y profesores de los cinco continentes.
En abril de 2014 fue distinguido con el título de hijo predilecto de su ciudad natal.